# Alba (namn)
Alba är ett kvinnonamn av latinskt ursprung och betyder den vita eller den ljusa. Namnet Alba kan även vara en kortform av kvinnonamnet Albertina.
Den 31 december 2017 fanns det totalt 939 kvinnor folkbokförda i Sverige med namnet Alba, varav 693 bar det som tilltalsnamn.
- Namnsdag i Sverige: saknas (1986–1993: 1 mars)
- Namnsdag i Finland (finlandssvenska namnlängden): saknas[4]

## Personer med namnet Alba
- Alba August, svensk skådespelare
- Alba Roversi, venezuelansk skådespelare